# 矮生栒子
矮生栒子（学名：Cotoneaster dammerii）为蔷薇科栒子属的植物，是中国的特有植物。分布在中国大陆的贵州、云南、湖北、四川等地，生长于海拔1,300米至2,600米的地区，多生长于多石山地以及稀疏杂木林内，目前尚未由人工引种栽培。

## 异名
- Cotoneaster dammerii Schneid. var. radicans (Dammer) Schneid.